# Elvin Hayes
Elvin Ernest Hayes (Rayville, Louisiana, 17 de novembre de 1945) és un basquetbolista estatunidenc retirat. Elegit número u del Draft de l'NBA del 1968 pels San Diego Rockets, Hayes aviat despuntà com a anotador, amb una mitjana de 28,4 punts per partit la temporada del seu debut que el convertí en el màxim anotador d'aquell any. En la seva segona temporada, liderà l'NBA en rebots. El 1972, fou adquirit pels Baltimore Bullets, on formà una dupla ofensiva temible amb Wes Unseld i guanyà un títol de l'NBA, el 1978. Hayes tornà als Rockets durant tres temporades abans de retirar-se.
Les seves estadístiques tremendes el conduïren a jugar 12 All-Star consecutius i a ser escollit tres vegades pel primer equip All-NBA. El 1990, Hayes ingressà al Basketball Hall of Fame; sis anys després, se l'escollí com un dels 50 millors jugadors de la història de l'NBA.